# Goyescas (Oper)
Goyescas ist eine Oper in einem Akt und drei Bildern des spanischen Komponisten Enrique Granados aus dem Jahr 1915. Granados komponierte die Oper nach einem spanischen Libretto von Fernando Periquet y Zuaznabar aus Melodien seiner Klaviersuite gleichen Namens aus dem Jahr 1911. Die Oper wurde an der Metropolitan Opera in New York City am 28. Januar 1916 uraufgeführt.

## Hintergrund und Entstehungsgeschichte
1911 führte Granados seinen Klavierzyklus Goyescas, der von frühen Kunstwerken Francisco Goyas inspiriert ist, mit großem Erfolg in Barcelona auf. Daraufhin riet ihm der befreundete Pianist Ernest Schelling, die Suite in ein Bühnenstück umzuwandeln. Granados orchestrierte fünf der sechs Klavierstücke sowie das Genrestück El Pelele als Opernszenen und schrieb für die in drei Bilder unterteilte Handlung zwei neue Zwischenspiele. Mit dem Libretto, das im Gegensatz zu der sonst üblichen Vorgehensweise an die bereits existierenden Melodien angepasst werden musste, beauftragte er Fernando Periquet y Zuaznabar. Er widmete die Oper Schelling und dessen Frau Lucie.

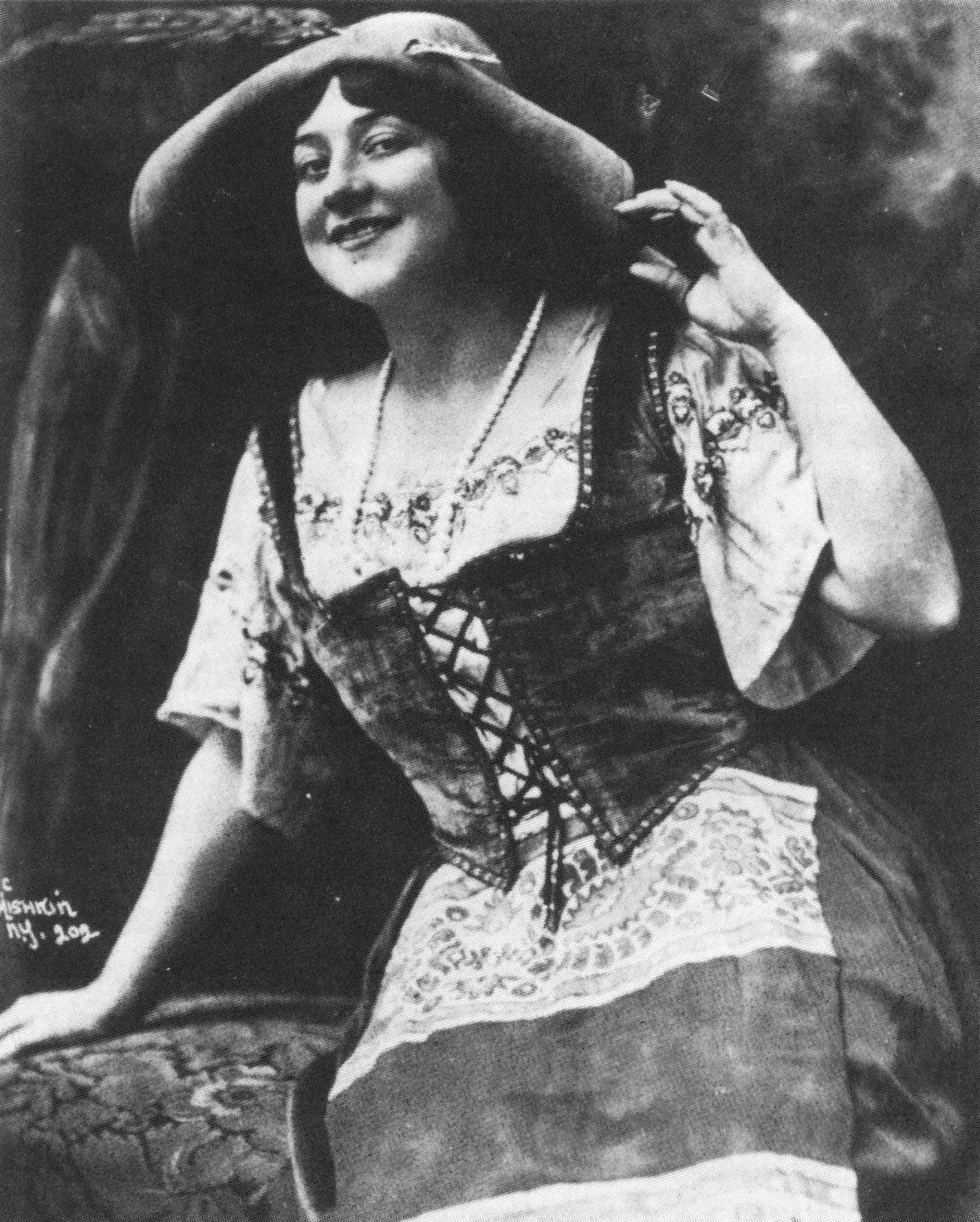
Anna Fitziu als Rosario (1916)

Eine Aufführung der Klaviersuite wurde 1914 in Paris so begeistert gefeiert, dass die Pariser Oper Granados anbot, die Bühnenfassung aufzuführen.
Da allerdings der Erste Weltkrieg die Uraufführung an der Opéra Garnier in Paris verhinderte, fand die Premiere von Goyescas am 28. Januar 1916 an der Metropolitan Opera statt; Granados reiste eigens dafür nach New York und verlängerte sogar kurzfristig das Intermezzo zwischen dem ersten und zweiten Bild, um den Szenenwechsel zu ermöglichen. Goyescas war die erste Oper, die dort auf Spanisch aufgeführt wurde. An der Doppelaufführung, bei der auch Leoncavallos Pagliacci gegeben wurde, wirkten Anna Fitziu (in ihrem Debüt an der Metropolitan Opera) als Rosario, Giovanni Martinelli als Fernando, Giuseppe De Luca als Paquiro und Flora Perini als Pepa mit; den Fandango im zweiten Bild tanzte La Argentina. Die Aufführung wurde von Gaetano Bavagnoli dirigiert; die Bühnenproduktion wurde von Jules Speck geleitet. Sie beinhaltete Bühnenbilder des Mailänder Designers Antonio Rovescalli und Kostüme von G. B. Santoni, die sich an Gemälde von Goya anlehnten.

## Inhalt
Die Handlung von Goyescas basiert auf einer Reihe von sechs Gemälden aus Francisco Goyas Frühwerk, inspiriert von Jugendlichen der „Majismo“-Bewegung. Diese sogenannten Majos und Majas zeichnen sich durch einen Hang zur Bohème und eine gewisse Prunksucht aus. Die Eröffnungsszene leitet sich direkt von Goyas Bild El Pelele aus dem Jahr 1791 ab.

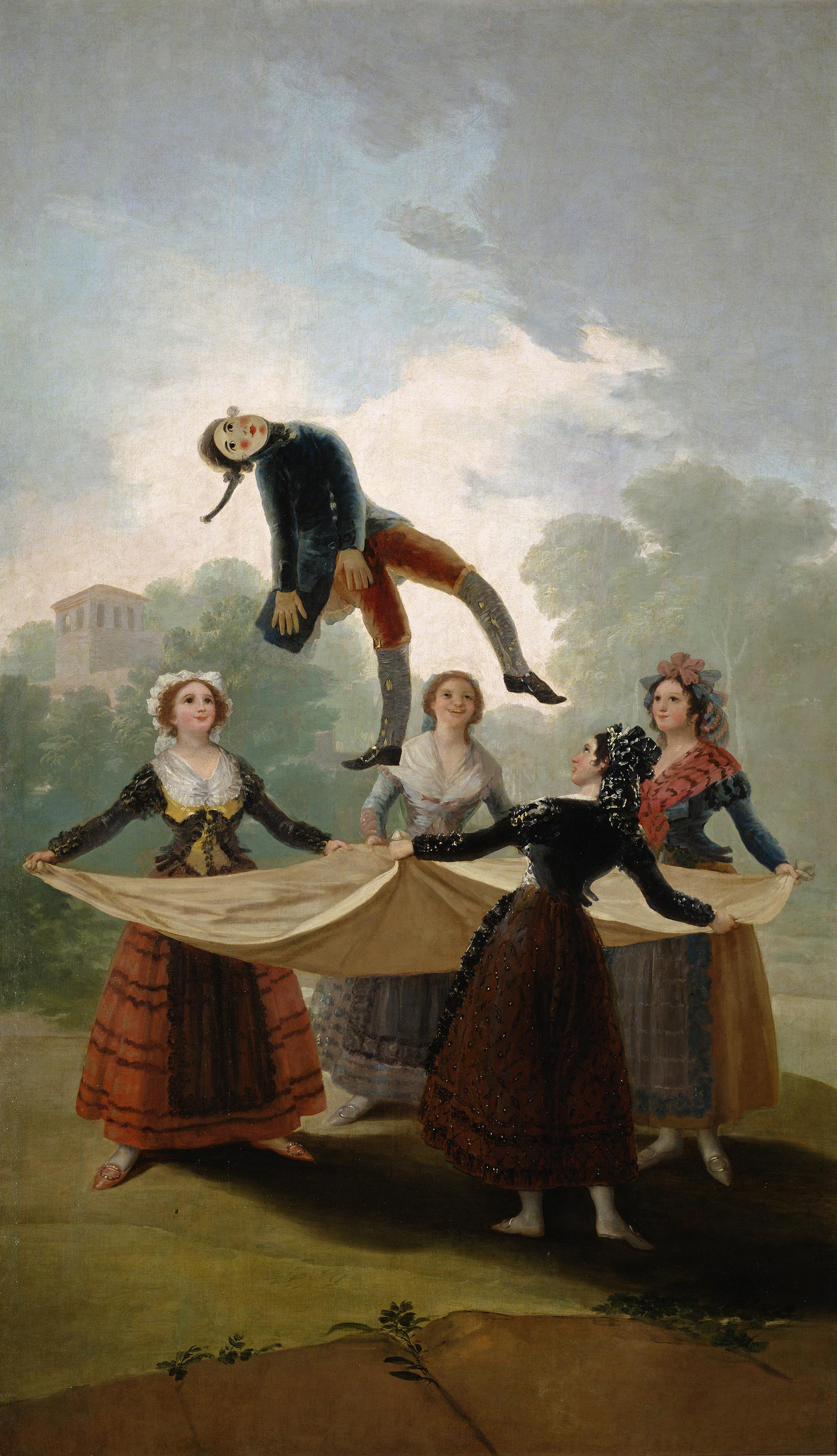
Francisco Goya, El Pelele (1791/92)

### Erstes Bild

#### Erste Szene:Der Pelele
Jugendliche genießen einen Nachmittag auf der Festwiese vor der Kirche „San Antonio de la Florida“. Sie verbringen ihre Zeit mit Tanz, Schlemmerei und dem traditionellen Spiel namens Pelele, bei dem eine Strohpuppe, die einen untreuen Liebhaber darstellen soll, mit einem gespannten Tuch in die Luft geschleudert und wieder gefangen wird (El Pelele). Während sie sich unterhalten und flirten, tritt der junge Stierkämpfer Paquiro auf, umgeben von Frauen. Er kokettiert mit ihnen (Los Requiebros), doch die Frauen wissen, dass er in Wahrheit mit Pepa liiert ist.

#### Zweite Szene:Die Kalesche
Pepa betritt die Szene auf einer Kalesche; die Männer scharen sich aufgeregt um sie, während sie ihnen für den herzlichen Empfang bedankt. Plötzlich zieht eine von zwei wohlgekleideten Dienern getragene Sänfte die Aufmerksamkeit auf sich, in der die Adelige Rosario auf ihren Liebhaber Fernando, einen jungen Hauptmann der Garde, wartet.

#### Dritte Szene:Die Schmeicheleien
Rosario steigt aus der Sänfte aus, Paquiro nähert sich ihr und erinnert sie an den letzten Laternenball, zu dem sie erschienen war. Er lädt sie für diese Nacht wieder dazu ein. Rosario ignoriert ihn zwar, aber Fernando merkt dies nicht, als er den beiden versteckt nachspioniert. Er vermutet, dass Rosario mit Paquiro kokettiert hat. Diese streitet dies zwar ab, Fernando glaubt ihr aber nicht. Die beiden streiten weiter, während Pepa und die umstehenden Frauen sie verspotten. Fernando entscheidet, dass Rosario die Einladung zwar annehmen solle, er sie aber begleiten werde. Die beiden verlassen die Szene und Pepa und Paquiro fassen den Plan, die beiden Liebenden zu ruinieren. Dann entfernen auch sie sich auf ihrer Kalesche.

### Zweites Bild

#### Erste Szene:Der Laternenball
Abends auf dem Laternenball tanzen die Jugendlichen in einer Scheune. Fernando betritt die Szene, Rosario nachziehend, die von Pepa verspottet wird. Fernando versichert Rosario, dass er ihre Ehre verteidigen werde. Daraufhin fordert Paquiro Rosario mit großem Spektakel zum Tanz auf; Pepa hinterfragt eifersüchtig sein Motiv.

#### Zweite Szene
Fernando beleidigt die Ehre von Paquiro, woraufhin dieser ein Duell vorschlägt, um seinen Mut zu beweisen. Es kommt zu einem Handgemenge, bei dem die Frauen Paquiro und die anderen Männer daran hindern, Fernando vom Ball zu jagen; Rosario wird vor Aufregung ohnmächtig. Nachdem Zeit und Ort des Duells festgelegt wurden, verlassen Fernando und Rosario den Ball. Pepa, zurück im Zentrum der Aufmerksamkeit, fordert die Ballbesucher zu einem Fandango auf (El Fandango de Candil).

### Drittes Bild

#### Erste Szene:Die Maja und die Nachtigall
Später am Abend sitzt Rosario nachdenklich auf einer Bank im Garten ihres Hauses, lauscht dem traurigen Lied einer Nachtigall im Mondlicht und erwidert ihren Gesang (La Maja y el Ruiseñor).

#### Zweite Szene:Liebesduett am Fenster
Als sich Rosario in das Gebäude zurückziehen will, nähert sich Fernando rufend. Sie antwortet besorgt; die beiden erklären ihre gegenseitige Liebe und teilen einen innigen Moment (Coloquio en la Reja). Ein Glockenschlag signalisiert die Stunde des Duells, zu dem Paquiro und Pepa erscheinen. Fernando macht sich zum Aufbruch bereit; Rosario klammert sich an ihn und bittet ihn, zu bleiben. Fernando reißt sich los und verspricht, als Sieger zurückzukehren. Rosario folgt ihm, und das Duell beginnt.
Zwei Schreie kennzeichnen das Ende des Duells – einer stammt vom tödlich verwundeten Fernando, der andere von Rosario; Paquiro flieht.

#### Schlussszene:Die Liebe und der Tod
Rosario schleppt Fernando zu der Bank, auf der sie zuvor den zärtlichen Augenblick geteilt hatten. Sie zieht ihn an ihre Brust und die beiden küssen sich ein letztes Mal, bevor er in ihren Armen stirbt (Balada: La Maja y la Muerte).

## Instrumentation
Orchester: 2 Flöten (2. Flöte auch Piccolo), 2 Oboen, Englischhorn, 2 Klarinetten, 2 Fagotte, 2 Hörner, 3 Trompeten, 3 Posaunen, Tuba, Pauken, Schlagwerk, Streicher.
Bühnenmusik hinter der Szene: Glocken, Tamtam.

## Wirkung
Die Oper wurde von der Kritik gut aufgenommen. In seinem Bericht für die New York Times schrieb Richard Aldrich, dass die Musik nicht nur „Gitarrenmusik in einer heißen Nacht“ sei, sondern „tief gefühlt“ werde und eine „intensive nationale Färbung“ habe. Der Erfolg, den die Premiere von Goyescas an der Metropolitan Opera hatte, führte indirekt zu Granados’ Tod. Er wurde danach vom damaligen US-Präsidenten Woodrow Wilson eingeladen, einen Klavierabend im Weißen Haus zu geben, weshalb er nicht direkt nach Spanien zurückfuhr. Granados und seine Frau starben am 24. März 1916, als der französische Dampfer Sussex, mit dem sie reisten, im Ärmelkanal von einem deutschen U-Boot torpediert wurde.
Trotz ihres ursprünglichen Erfolges fand die Oper außerhalb Spaniens nie einen dauerhaften Platz im Opernrepertoire. Sie wurde an der Metropolitan Opera nach den ursprünglichen fünf Aufführungen nie wieder aufgenommen. In Übersetzungen wurde Goyescas unter anderem 1919 an der Pariser Oper, 1937 in der Mailänder Scala und 1940 am Gran Teatre del Liceu in Barcelona aufgeführt. Die deutsche Erstaufführung fand 2009 am Heidelberger Theater statt.
Das Intermezzo aus der Oper entwickelte sich zu einem eigenständigen Konzertstück. Es wird sowohl als Orchesterwerk als auch als Bearbeitung für Violoncello und Klavier aufgeführt.
Ein spanischer Film namens Goyescas, der auf der Oper basiert, wurde 1942 gedreht. Er stand unter der Regie von Benito Perojo; die Hauptrolle spielte Imperio Argentina.
Die mexikanische Musikerin Consuelo Velázquez verwendete für ihr bekanntestes Lied Bésame mucho die Melodie der Arie der Nachtigall aus dem dritten Bild.

## Aufnahmen
- Consuelo Rubio (Rosario), Ginés Torrano (Fernando), Ana-María Iriarte (Pepa), Manuel Ausensi (Paquiro); Madrid Cantores, Spanisches Nationalorchester, Ataúlfo Argenta (Dirigent); Decca Records LXT 5308 (1 LP) 1955 (mono), Columbia SCLL 14006 (1 LP, stereo, 1959)[12]
- Maria Bayo (Rosario), Ramón Vargas (Fernando), Lola Casariego (Pepa), Enrique Baquerizo (Paquiro); Orfeón Donostiarra, Orquesta Sinfónica de Madrid, Antoni Ros-Marbà (Dirigent); Auvidis V4791 (1 CD) 1996
- Rafaella Angeletti (Rosario), Yikun Chung (Fernando), Francesca Franci (Pepa), Davide Damiani (Paquiro); Coro ed Orchestra del Teatro Lirico di Cagliari, Rafael Frühbeck de Burgos (Dirigent); Dynamic CDS380/1 (CD) 2001 live